# Serapión de Alejandría
Serapión de Alejandría (en griego antiguo: Σαραπίων Ἀλεξανδρεὺς, siglo I) fue un atleta olímpico de la Antigüedad nacido en Alejandría.
Resultó ganador de la carrera a pie del estadio (la longitud de un estadio eran aproximadamente 192 m) durante los 204.º Juegos Olímpicos en el año 37. 
Eusebio de Cesarea lo menciona en su libro Crónica como campeón olímpico.
Hubo otro olímpico del mismo nombre en el mismo siglo, Serapión el alejandrino, que era boxeador y que ganó en boxeo juvenil durante los Juegos Olímpicos en el año 89.